# Čeština poklepem a poslechem
Čeština poklepem a poslechem je kniha Pavla Eisnera z roku 1948. Jedná se o sbírku krátkých úvah či fejetonů k různým heslům soudobé češtiny. Autor vyjadřuje své pocity z některých slov, některá dokonce nově vytváří (např. bařtipánka). U některých slov uvádí i jejich etymologii.
Poprvé knihu vydalo v roce 1948 nakladatelství Jaroslav Podroužek v nákladu 5000 ks. Kniha má 570 stran, hesla jsou od a po žulu.